# Regionale Inlichtingendienst
Een Regionale Inlichtingendienst (RID) was een onderdeel van een regionale eenheid van de politie. Toen de verschillende politie-eenheden op 1 januari 2013 samengingen in de nationale politie is de RID opgesplitst in het Team Openbare Orde Inlichtingen (TOOI), Team Criminele Inlichtingen (TCI) en ID-WIV. TOOI en TCI verzamelen inlichtingen voor de politie zelf (Wet Politiegegevens informatie). ID-WIV is ook een onderdeel van de politie, maar verzamelt inlichtingen ten behoeve van de Algemene Inlichtingen- en Veiligheidsdienst (AIVD).
Voorlopers van de Regionale Inlichtingendienst waren de sinds 1919 opgerichte lokale Politie Inlichtingendiensten (PID's), die daarnaast ook inlichtingen voor de handhaving van de openbare orde vergaarden.

## Geschiedenis

### Politie Inlichtingendiensten (PID)
In Nederland begon de politie in de 19e eeuw op lokale schaal inlichtingen te verzamelen. In 1919 besloot de regering om dit beter te organiseren, waarna tot aan de Tweede Wereldoorlog in 47 steden een Plaatselijke of Politie Inlichtingendienst (PID) werd ingesteld.
Na de oorlog werden deze lokale inlichtingendiensten voorposten van de in 1949 opgerichte Binnenlandse Veiligheidsdienst (BVD) en werden onder meer de Centrumpartij en de Centrumpartij '86 in de gaten gehouden. Met 7 medewerkers was de PID in Nijmegen de grootste, maar diverse van hun informanten werden ontmaskerd en ook over hun werkwijze is relatief veel bekend geworden. Voor mensen die door deze PID waren benaderd, werd in 1982 door onder andere Louis Sévèke het Steunpunt Inzage PID-Nijmegen (SIP) opgericht.
Uit jaarverslagen bleek dat de PID Nijmegen zich in het kader van zijn openbare-ordetaak niet alleen bezighield met voetbalvandalisme, studentenacties en extreemrechts, maar ook met onder meer de kraak- en anti-apartheidsbeweging, de Rooie Flikkers en Verzorgenden en Verplegenden In Opstand (VVIO). Zodra informatie met betrekking tot openbare orde de interesse van de BVD kreeg, werden de betreffende stukken eenvoudigweg van de politie- naar de BVD-kast verplaatst, wat de vraag opriep of beide taken wel goed genoeg gescheiden waren.

### Regionale Inlichtingendiensten (RID)
In 1994 gingen de 148 Politie Inlichtingendiensten van de gemeentepolitie en de 20 Districts Inlichtingendiensten (DID) van de Rijkspolitie op in de Regionale Inlichtingendiensten van de 25 nieuw gevormde regiokorpsen van de politie. Gerapporteerd werd in deze tijd o.a. over milieu-activisten, krakers, neofascisten en voetbalhooligans, maar ook over de Rotterdamse politicus Pim Fortuyn.
Rond het jaar 2000 bestond de RID Amsterdam-Amstelland uit 15 medewerkers en beschikte de dienst over een politieregister van 1400 personen; de RID Rotterdam-Rijnmond had 22 medewerkers en een register met 900 mensen (ca. de helft voetbalvandalen); de RID Haaglanden had 11 medewerkers en een register waarin 4300 namen geregistreerd stonden. In 2008 telden de RID's van alle 25 regiokorpsen in totaal 319 medewerkers.
Enkele van de regiokorpsen begonnen hun RID, CIE en andere gerelateerde functies samen te voegen in een Regionale Informatie Organisatie (RIO). Sinds de invoering van de Nationale Politie per 1 januari 2013 beschikt elk van de 10 regionale eenheden over een dergelijke RIO. Deze omvat onder meer een Team Criminele Inlichtingen (TCI) en een Team Openbare Orde Inlichtingen (TOOI). Dat laatste is afgesplitst van de RID, die nu alleen nog voor de AIVD werkt en RID-WIV genoemd wordt. Ten slotte is er bij de Dienst Landelijke Informatieorganisatie (DLIO) van de landelijke eenheid van de nationale politie nog een Landelijke Informatie Dienst WIV.

## Organisatie
Een Regionale Inlichtingendienst bestaat uit politie-agenten die, al dan niet naast hun gewone politietaken, inlichtingen verzamelen voor de AIVD. In 2012 werd de totale omvang van de RID's (zonder de openbare-ordetaak) bij de nieuwe regionale eenheden van de Nationale Politie vastgesteld op 184 fte. De grootte van de tien afzonderlijke RID's loopt uiteen van 12 tot 27 fte.
Op grond van artikel 14 van de Wet op de inlichtingen- en veiligheidsdiensten 2002 dienen de inlichtingen die medewerkers van een RID verwerven strikt gescheiden te blijven van de normale politiegegevens. Daartoe is een RID vaak in een apart deel van het politiebureau gevestigd, waar alleen eigen medewerkers toegang toe hebben. Deze scheiding van politie- en inlichtingenwerk is bedoeld om een geheime staatspolitie zoals de vroegere Gestapo te voorkomen.

## Taken
Oorspronkelijk had een Regionale Inlichtingendienst twee taken:
- Inlichtingen verzamelen m.b.t. de staatsveiligheid ten behoeve van de BVD/AIVD
- Inlichtingen verzamelen t.b.v  handhaving van de openbare orde

Als gevolg hiervan hadden medewerkers van een RID een "dubbele pet" op: wanneer zij informatie verzamelden ten behoeve van de openbare orde, vielen zij onder gezag van de korpsleiding en de burgemeester, die rapporten ook kon doorsturen naar het Ministerie van Justitie. Wanneer RID-ers inlichtingenwerk deden op het gebied van de nationale veiligheid, rapporteerden zij aan de BVD en de opvolger hiervan, de AIVD. 
Als een nadeel van deze dubbele functie werd gezien dat het voor burgers niet direct duidelijk was of zij (meer dwingend) werden aangesproken vanuit de politiefunctie, dan wel (meer vrijblijvend) vanuit de inlichtingenfunctie. Ook werd bekritiseerd dat er op de RID's, anders dan op de AIVD, nauwelijks of geen extern toezicht is.
Bij de invoering van de Nationale Politie in 2013 werd de openbare ordetaak ondergebracht in een apart team Openbare Orde Inlichtingen. Een RID is sindsdien alleen nog verantwoordelijk voor "het verzamelen van informatie over zaken die het voortbestaan van onze democratie, de staat of het maatschappelijk en economisch leven in gevaar kunnen brengen, het geven van beveiligingsadviezen, en het uitvoeren van veiligheidsonderzoeken".

## Bevoegdheden
Artikel 60 van de Wet op de inlichtingen- en veiligheidsdiensten 2002 (Wiv 2002) zegt dat ambtenaren van de politie, de marechaussee en de belastingdienst werkzaamheden mogen verrichten ten behoeve van de AIVD. Op basis hiervan mogen politiemedewerkers van een Regionale Inlichtingendienst de bijzondere bevoegdheden uit de Wiv uitvoeren, zij het niet zelfstandig, maar alleen op aanwijzing van het hoofd van de AIVD en onder uiteindelijke verantwoordelijkheid van de minister van Binnenlandse Zaken.
De meest voorkomende bevoegdheden die RID-ers op deze wijze uitvoeren zijn het verrichten van heimelijke ("undercover") observaties en het werven en begeleiden ("runnen") van informanten. Wanneer politiemedewerkers van een RID dergelijk inlichtingenwerk te behoeve van de AIVD verrichten, mogen zij geen bevoegdheden uitoefenen die horen bij het opsporen van strafbare feiten.